# مايك هوغن
مايك هوغن (بالإنجليزية: Mike Hogan)‏ هو لاعب كرة قدم أمريكية أمريكي، ولد في 1 نوفمبر 1954 في روما في الولايات المتحدة.

## وصلات خارجية
- مايك هوغن على موقع مرجع كرة القدم المحترفة.كوم (الإنجليزية)